# Philippe Chatrier

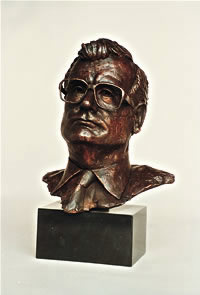
Skulptur von Philippe Chatrier

Philippe Chatrier (* 2. Februar 1926 in Créteil; † 23. Juni 2000 in Dinard) war ein französischer Journalist, Tennisspieler und -funktionär.

## Biographie
Philippe Chatrier spielte von 1948 bis 1950 für die französische Davis-Cup-Mannschaft, deren Kapitän er 1949 war. Nach seiner aktiven Tenniskarriere wurde er Journalist und Herausgeber der Sparten „Sport“ und „News“ bei der Tageszeitung Paris-Presse, und er gründete 1953 das Magazin Tennis de France. 
Von 1968 bis 1973 war Chatrier Vizepräsident des französischen Tennisverbandes, wurde von 1973 bis 1993 Präsident des nationalen Verbandes Fédération Française de Tennis und von 1977 bis 1991 Präsident der International Tennis Federation (ITF). Nach seiner Leitung wurde Tennis bei den Olympischen Spielen 1988 in Seoul wieder ins Programm aufgenommen. Im selben Jahr trat der Franzose dem Internationalen Olympischen Komitee (IOC) bei. 1992 erfolgte seine Aufnahme in die International Tennis Hall of Fame.
Philippe Chatrier heiratete die britische Tennisspielerin Sue Partridge. Nach der Scheidung ehelichte er die französische Golferin Claudine Cros. 
Der Center Court der French Open im Stade Roland Garros wurde 2001 in „Court Philippe Chatrier“ umbenannt.